# زاوية الموضع

توضيح لكيفية تقدير زاوية الموضع كما ترى من خلال عدسة التلسكوب. النجم الرئيسي في المركز.

في علم الفلك زاوية الموضع أو زاوية التخاطل (بالإنجليزية: Position angle)‏ وتختصر عادة PA هي اتجاه سهم وهمي في السماء، يقاس بالدرجات من الشمال إلى الشرق. واتفاقية لقياس الزوايا في السماء في علم الفلك الرصدي. وبحسب تعريف الاتحاد الفلكي الدولي هي الزاوية المقاسة عكس اتجاه عقارب الساعة بالنسبة إلى القطب السماوي الشمالي.
في حالة النجوم الثنائية المرئية [الإنجليزية] المرصودة، يتم تعريفها على أنها زاوية الانجراف للنجم الثانوي عن الرئيسي، وتقاس عكس اتجاه عقارب الساعة، نسبة إلى القطب السماوي الشمالي.
وتطبق على المجرة، وتقيس ميل الجرم الفلكي، وفي هذة الحالة هي الزاوية بين محور المجرة الطويل وخط من مركزها يتجة شمالا.

## وصلة خارجية
- مدارات 150 نجم ثنائي بصري، من قبل ديبون سميث (تاريخ الوصول 1/08/2017)

## لقراءة متعمقة
- D. Scott Birney؛ Guillermo Gonzalez؛ David Oesper (2007). Observational Astronomy. Cambridge University Press. ص. 75. ISBN:0-521-85370-2. مؤرشف من الأصل في 2020-01-28.
- Taff، Laurence G. (1981). Computational spherical astronomy. Wiley. Bibcode:1981csa..book.....T. ISBN:0471-873179. مؤرشف من الأصل في 2022-03-17.
- Karttunen، Hannu؛ Kröger، P.؛ Oja، H.؛ Poutanen، Markku؛ Donner، Karl Johan (1987). Fundamental Astronomy. Springer. Bibcode:2003fuas.book.....K. ISBN:0-387-17264-5. مؤرشف من الأصل في 2022-03-19.